# Una vita lunga un giorno
Una vita lunga un giorno è un film del 1973, diretto da Ferdinando Baldi.

## Trama
Un uomo si innamora di una giovane donna e si mette in grave pericolo allo scopo di raccogliere i fondi necessari per le sue cure mediche.